# Andrena cara
Andrena cara är en biart som beskrevs av Nurse 1904. Andrena cara ingår i släktet sandbin, och familjen grävbin. Inga underarter finns listade i Catalogue of Life.